# Бройнинг, Эдмунд
Эдмунд Бройнинг (нем. Edmund Bräuning; 2 июля 1905, Наумбург, Мерзебург, Саксония, Пруссия, Германская империя — XX век) — оберштурмфюрер СС, адъютант коменданта концлагерей Нойенгамме, Равенсбрюк и Освенцим.

## Биография
Эдмунд Бройнинг родился 2 июля 1905 года. По профессии был коммерсантом. В декабре 1932 года был зачислен в ряды СС (№ 66975). 1 апреля 1933 года вступил в НСДАП (билет № 1568392). В мае 1938 года стал вторым шуцхафтлагерфюрером в концлагере Бухенвальд. В ноябре 1940 года стал адъютантом коменданта концлагеря Нойенгамме. В начале ноября 1941 года был переведён в концлагерь Освенцим, где до начала июля 1942 года был адъютантом коменданта Рудольфа Хёсса. Кроме того, был председателем лагерного суда. С июля 1943 и до конца декабря 1944 года был первым шуцхафтлагерфюрером и адъютантом коменданта концлагеря Равенсбрюк Фрица Зурена. С января по апрель 1945 года руководил филиалом концлагеря Бухенвальд Ордурф. На этой должности был ответственным за смерть 3000 заключённых и более 60 заключённых, которые были убиты сотрудниками лагеря во время эвакуации. Бройнинг считался пропавшим без вести с окончания войны.